# Ardant du Picq

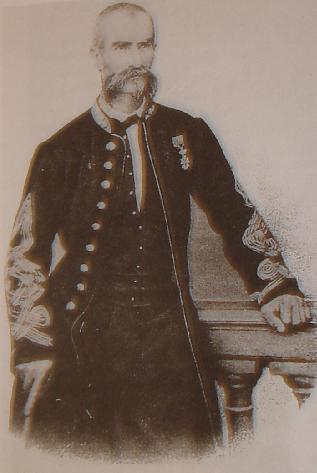
Charles Ardant du Picq

Charles Jean Jacques Joseph Ardant du Picq  (19 de outubro de 1821 - 18 de agosto de 1870) foi um oficial do exército francês e teórico militar de meados do século XIX, cujos escritos, como mais tarde foram interpretados por outros teóricos, tiveram um grande efeito na teoria e doutrina militar francesa.

## Vida e carreira
Ardant du Picq nasceu em Périgueux, Dordogne, em 19 de outubro de 1821. Em 1 de outubro de 1844, ao se formar na École spéciale militaire de Saint-Cyr, foi comissionado subtenente em 67. Como capitão, ele viu a ação na expedição francesa a Varna (abril-junho de 1853) durante a Guerra da Crimeia, mas ele adoeceu e foi enviado para casa. Após a recuperação, ele se juntou ao seu regimento na frente de Sevastopol (setembro).
Transferido para o 9º Batalhão de Chasseurs em dezembro de 1854, foi capturado durante a tomada do bastião central de Sebastopol em setembro de 1855. Foi libertado em dezembro de 1855 e retornou ao serviço ativo. Como major do 16º Batalhão de Caçadores, Ardant du Picq serviu na Síria de agosto de 1860 a junho de 1861 durante a intervenção francesa para restaurar a ordem durante a violência sectária maronita-drusa.
Como praticamente todos os seus pares, ele também viu um extenso serviço na Argélia (1864-66), e em fevereiro de 1869 foi nomeado coronel do 10º Regimento de Infantaria de Linha. Ele estava na França no início da guerra com a Prússia em 15 de julho de 1870 e assumiu o comando de seu regimento, o Décimo Regimento da Linha. Ele morreu em 18 de agosto de 1870 no hospital militar em Metz, de ferimentos recebidos na Batalha de Mars-la-Tour.

## Estudos de Batalha: du Picq como teórico militar

### Antecedentes
Embora comparativamente pouco se saiba de sua vida, o pequeno corpus de escritos de Ardant du Picq lhe rendeu um lugar nas fileiras de grandes teóricos militares. Antes de du Picq começar seus famosos manuscritos, os militares franceses se basearam fortemente nos escritos do ex-chefe do Estado-Maior, Barão Antoine-Henri Jomini, quando se tratava de guerra. Antes de sua morte, du Picq já havia publicado Combat antique (batalha antiga), que mais tarde foi expandida de seus manuscritos para o clássico Etudes sur les combat: Combat antique et moderne, muitas vezes referido por seu título comum em inglês como Battle Studies. Este trabalho foi publicado em parte em 1880 postumamente, e o texto completo não apareceu até 1902. As dificuldades em torno da reforma das forças armadas francesas e sua organização foram amplamente discutidas e seu trabalho referenciado, e foi um trabalho muito popular entre o exército durante a Primeira Guerra Mundial.

### Inspirações deEstudos de Batalha
Como principal inspiração para du Picq, o marechal Thomas Bugeaud, nativo de Périgueux, foi responsável por apoiá-lo em sua visão calculista e objetiva das operações militares. As experiências de Bugeaud com o marechal Suchet, um ex-general altamente considerado de Napoleão, deixaram uma impressão indelével no marechal que foram transmitidas a du Picq. O ajudante de campo do marechal Bugeaud, Louis Jules Trochu, forneceu outra inspiração com sua obra L'Armée Française en 1867, na qual Trochu enfatizou dificuldades psicológicas na guerra.

### Teorias militares
Seu principal interesse era nos aspectos morais e psicológicos da batalha; como ele mesmo escreveu sobre os campos de batalha de sua época: "O soldado é muitas vezes desconhecido de seus companheiros mais próximos. Perde-os na fumaça desorientadora e na confusão de uma batalha que trava, por assim dizer, sozinho. A coesão já não é assegurada pela observação mútua". Ardant du Picq também não negligenciou a importância decisiva do poder de fogo moderno, observando que era necessário que o atacante "empregasse fogo até o último momento possível; caso contrário, dadas as taxas modernas de fogo, nenhum ataque atingirá seu objetivo". Apesar dessas palavras, grande parte de sua obra foi usada mais tarde para ajudar a justificar a doutrina da ofensiva à outrance, apoiando-se um pouco em sua afirmação de que "vencerá quem tiver a resolução para avançar". O que separava a crença de du Picq dessa nova ideia era que, enquanto du Picq contabilizava diferenças nas posições inimigas e circunstâncias na arte de manobrar, a ofensiva à outrance não fazia essa distinção, tornando a ofensiva vitoriosa não importa como fosse empregada. Essa diferença gritante em relação à teoria de du Picq foi apresentada principalmente pelo coronel de Grandmaison.

## Avaliação
Em suma, Ardant du Picq era um analista talentoso e, se tivesse vivido, teria ganhado uma boa reputação como historiador militar. Suas análises enfatizavam a importância vital, especialmente na guerra contemporânea, da disciplina e da coesão da unidade. Juntamente com Carl von Clausewitz, ele foi uma grande influência na França após a derrota do exército francês na Guerra Franco-Prussiana, e sua atenção a fatores psicológicos e comportamentais em combate foi considerada extremamente importante. O aspecto moral da guerra que du Picq encorajou foi propagado mais tarde pelos escritos do marechal Ferdinand Foch, nos quais ele também concluiu que os avanços tecnológicos não poderiam mudar a condição humana e como os homens reagem à guerra.

### Obras citadas
- Du Picq, Ardant (1920). Études sur le combat [Battle Studies] (em inglês). Traduzido por Greely, John; Cotton, Robert C. 8th ed. New York: Macmillan
- Earle, Edward Mead (1973). Makers of Modern Strategy: Military Thought from Machiavelli to Hitler. Princeton, N.J.: Princeton University Press. ISBN 0-691-01853-7
- Wawro, Geoffrey (2003). The Franco-Prussian War : the German conquest of France in 1870-1871. Cambridge, UK: Cambridge University Press. ISBN 978-0521584364